# R60 (Jordanien)
Die Route 60 ist eine Fernstraße in Jordanien. Die Straße ist eine Ost-West-Verbindung im Süden des Landes, von Feifa bis Jurf al Darawish. Der Weg ist etwa 60 km lang.

## Straßenbeschreibung
Route 60 beginnt beim Ort Feifa, südlich des Toten Meeres, unweit von der Grenze zu Israel. Die Straße zweigt von der Route 65 bei 300 Meter unter dem Meeresspiegel ab und steigt dann kurvenreich auf über 1.000 Meter über dem Meeresspiegel in Richtung Osten. Sie führt durch spektakuläre Berge nach Tafila hinauf, wo sie die Königsstraße (Route 35) überquert. Anschließend führt die Route 60 breiter ausgebaut über ein flaches Plateau Richtung Südwesten nach Jurf Darawish und endet dort auf der Route 15 (Desert Highway).

## Bedeutung
Die Route 60 ist südlich des Toten Meeres die einzige Querverbindung zwischen den drei großen Nord-Süd-Magistralen. Auch Touristen, die vom Toten Meer nach Petra fahren, benutzen diese Strecke.

## Städte an der Route 60
- Feifa
- Tafila
- Jurf al Darawish